# Kaninchenfleisch

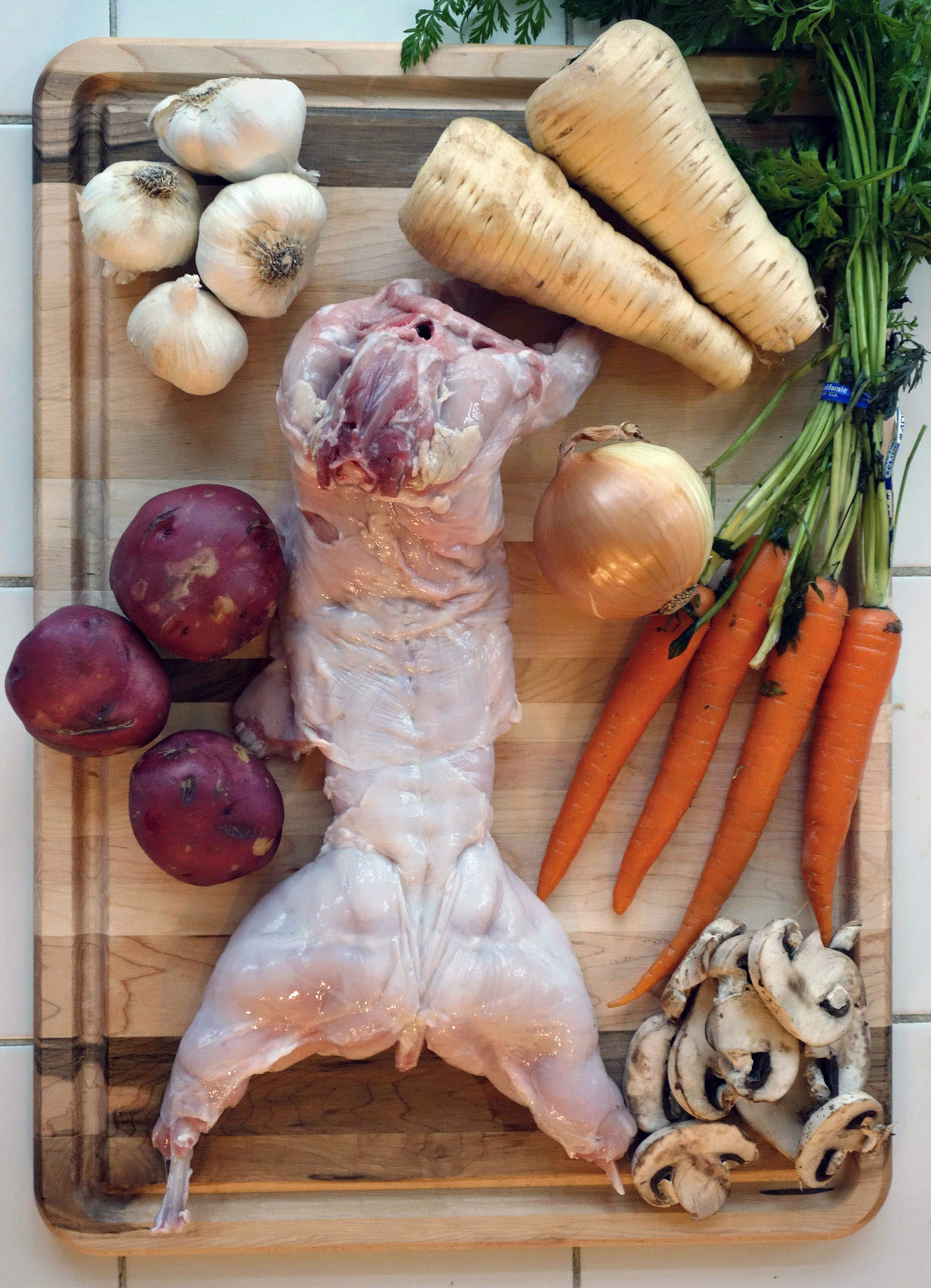
Zutaten für ein Kaninchengericht (rabbit stew)

Kaninchenfleisch (französisch Lapin de chou, Lapin de clapier oder im Fall des Wildkaninchens Lapin de garenne) bezeichnet das Fleisch von Kaninchen und in Europa in der Regel das Fleisch des Hauskaninchens und des Wildkaninchens (Oryctolagus cuniculus). Das Fleisch wird dabei in der Regel anders als das Hasenfleisch nicht dem Wildbret zugeordnet, da die Tiere in der Regel aus der Nutztierhaltung stammen.

## Merkmale
Hauskaninchen werden in der Regel als Haustiere gehalten und nicht zur Fleischproduktion genutzt. Für die Fleischproduktion werden besonders fleischreiche Rassen gezüchtet und gehalten. Hauskaninchen, die zur Fleischgewinnung gehalten werden, können teilweise zudem zur Herstellung des Kaninpelzes genutzt werden. Wildkaninchen gehören dagegen in Europa und international zum Jagdwild. Im Vergleich zum Hauskaninchen ist das Wildkaninchen gedrungener gebaut und besitzt in der Regel kürzere und angelegtere Ohren.
Das Fleisch ähnelt dem Hasenfleisch des Feldhasen, ist jedoch in der Regel heller als dieses und meist weiß und süßlicher.

## Zubereitungsformen
Junge Kaninchen werden in der Regel im Ganzen oder in Teilen gespickt und gebraten, sautiert oder zu Frikassee verarbeitet. Ältere Tiere werden in Stücken geschmort oder zu Farcen, Suppen oder Pasteten verarbeitet. Neben den ganzen Kaninchen werden in der Küche auch verschiedene Teile des Kaninchens separat genutzt, etwa die Kaninchenkeulen, der Kaninchenrücken oder Kaninchenfilet vom Rücken der Tiere.
Für die Zubereitung des Kaninchens im Ganzen oder in Stücken gibt es international zahlreiche Zubereitungsformen und mehrere Standardrezepte.

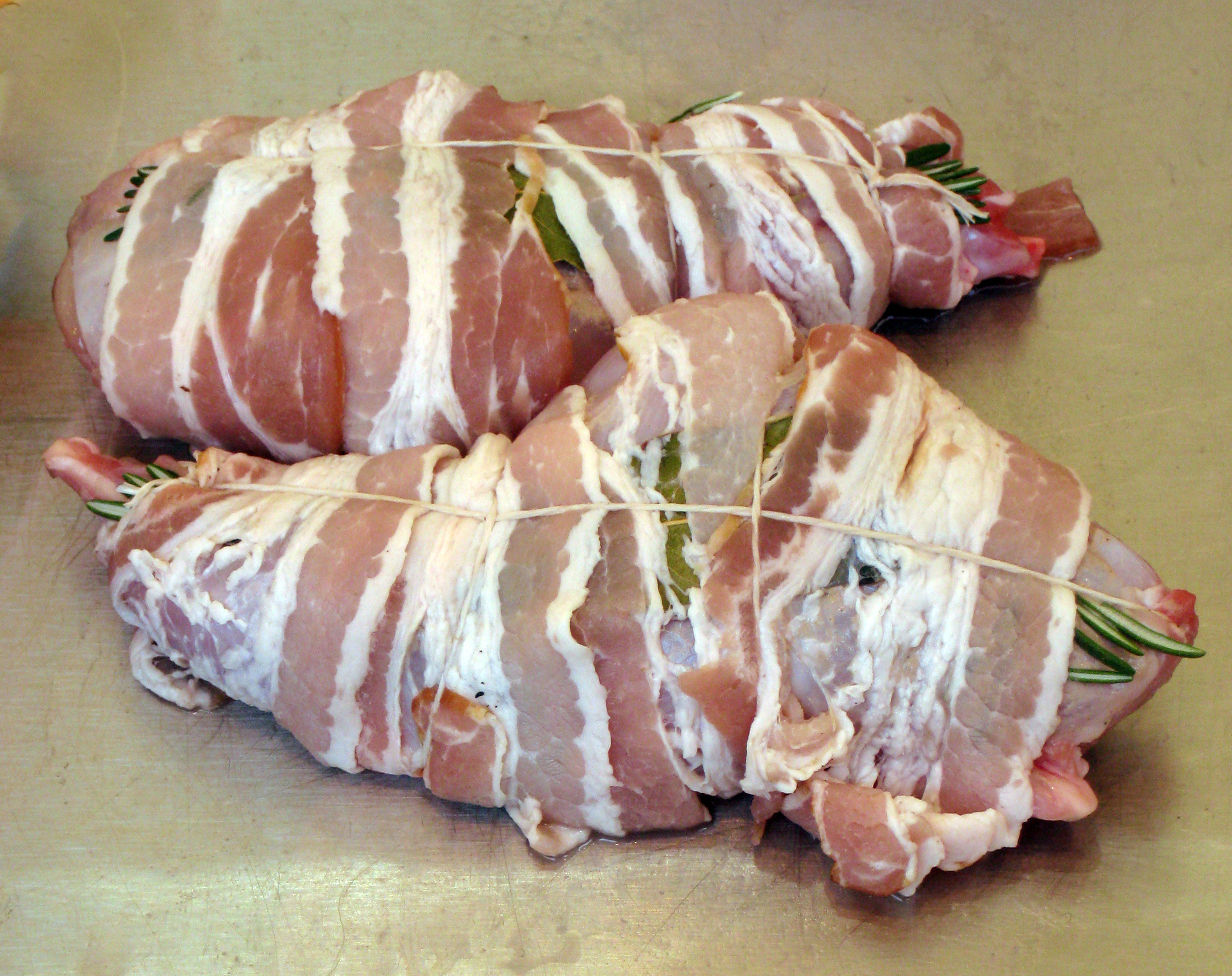
Kaninchenschenkel bardiert mit Speck, Rosmarin und Lorbeer
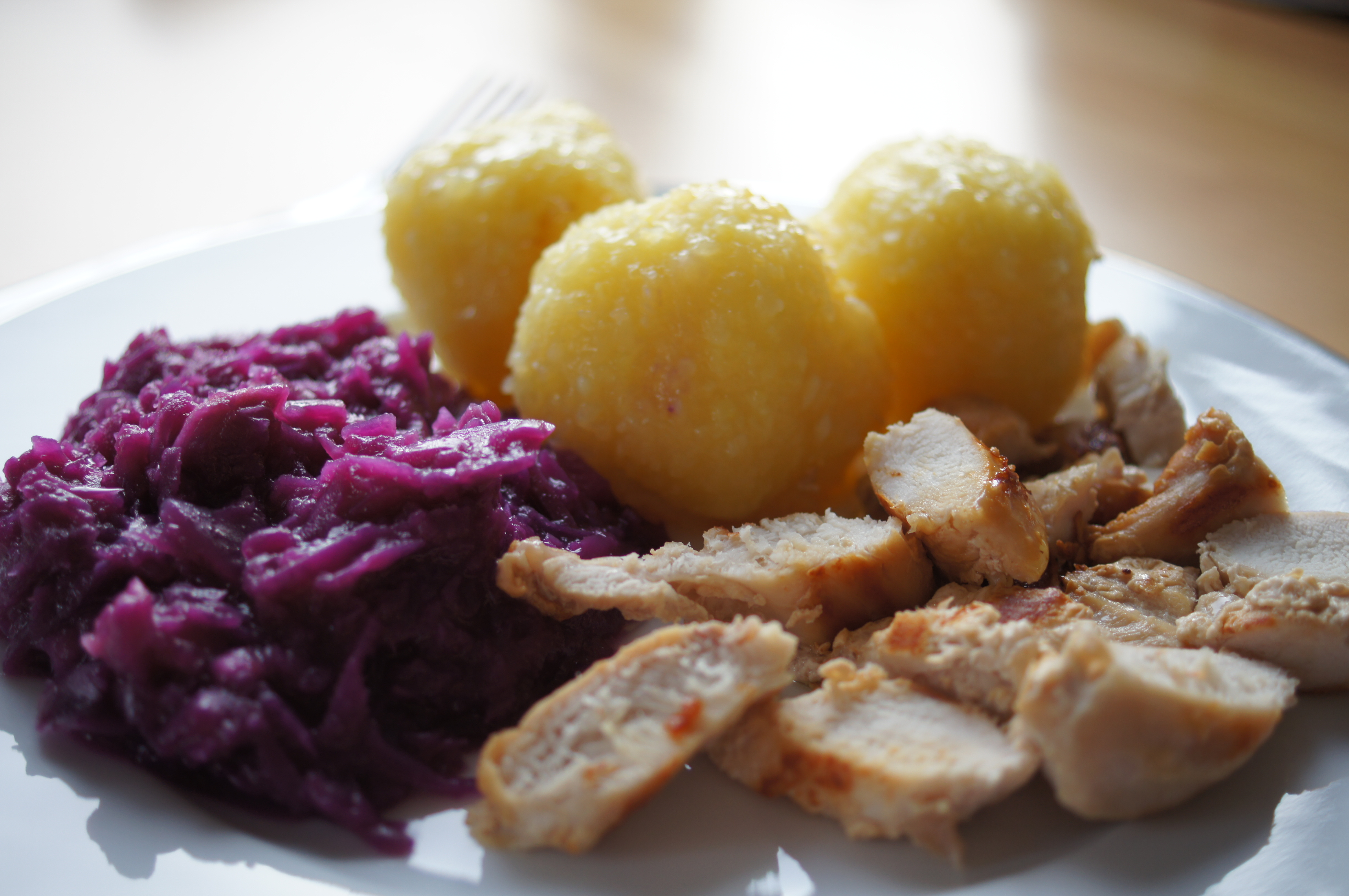
Gebratenes Kaninchen-Filet, Thüringer Klöße und Rotkohl
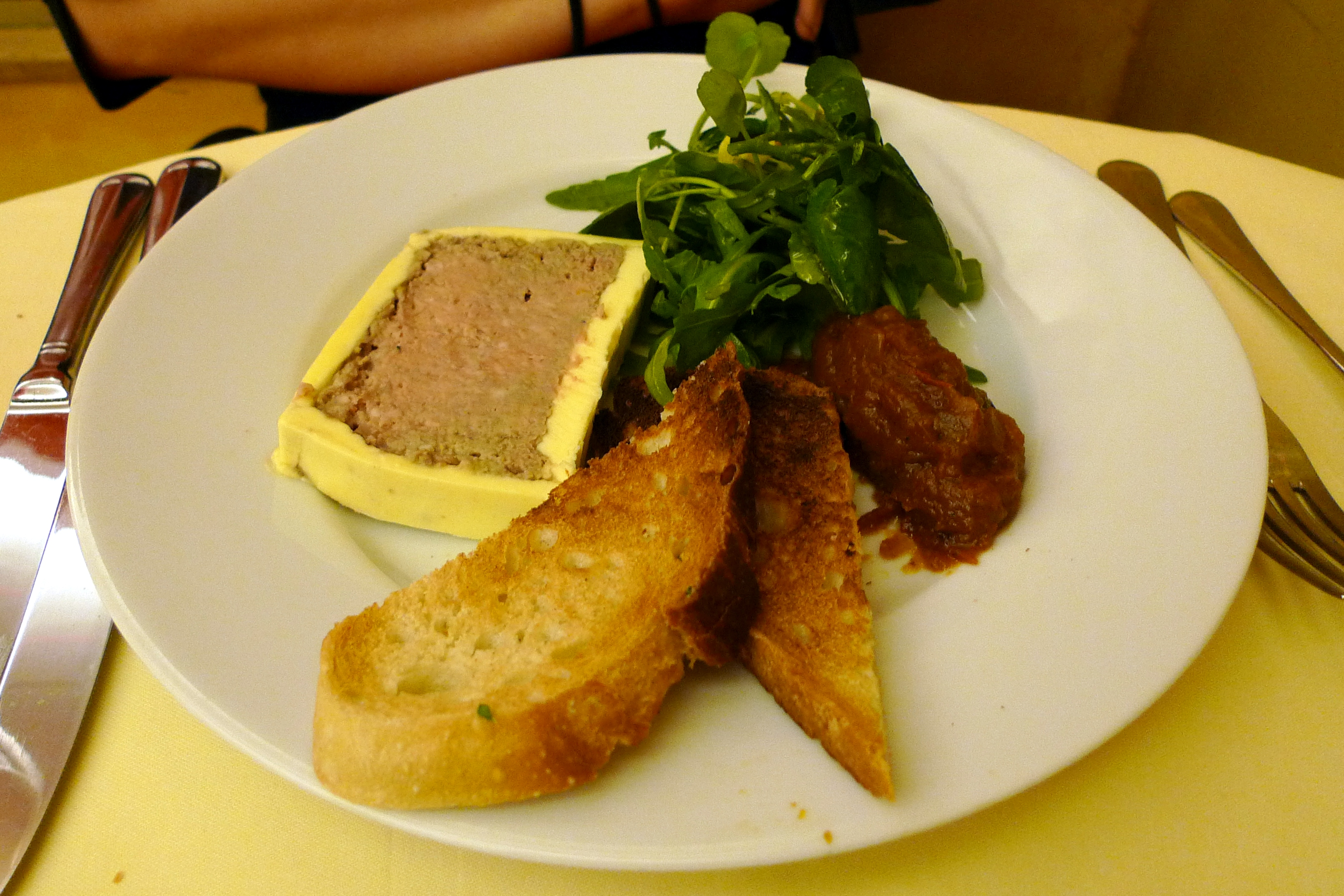
Kaninchenpastete mit geröstetem Brot und Salat

Zubereitungen der nicht zerlegten Tiere sind vergleichsweise selten, und wenn sie stattfinden, werden die Tiere in der Regel gefüllt zubereitet. Beim Kaninchen auf alte Art (Lapin à l'ancienne) wird das Kaninchen in Butter steif gebraten, jedoch nicht gebräunt, und danach mit Mehl bestäubt und mit Weißwein und hellem Fond angegossen sowie darin gedünstet. Später werden vorgekochte Zwiebeln und Champignons hinzugefügt sowie das Kaninchen mit Eigelb und süßem Rahm bestrichen und garniert serviert. Das Kaninchen auf englische Art (Lapin à l'anglaise) wird im Ganzen (ohne Kopf) mit einer Farce aus eingeweichtem Brot, Zwiebeln und Salbei gefüllt, mit Wurzeln und Kräutern gekocht und mit einer aus dem Fond zubereiteten Kapernsauce angerichtet. Auch bei dem in den italienischen Marken verbreitetem Coniglio in porchetta handelt es sich um ein Kaninchenfleischgericht mit Füllung. Hier wird das Kaninchen mit einer gewürzten Füllung aus Fenchel, Schinken, Salami, Knoblauch, Rosmarin und Brötchen gefüllt und nach dem Anbraten in Olivenöl in Fenchelsud im Backofen geschmort. Gereicht wird das Gericht mit gebratenem Fenchelgemüse und einer Sauce aus dem Sud, Wein und Sahne.

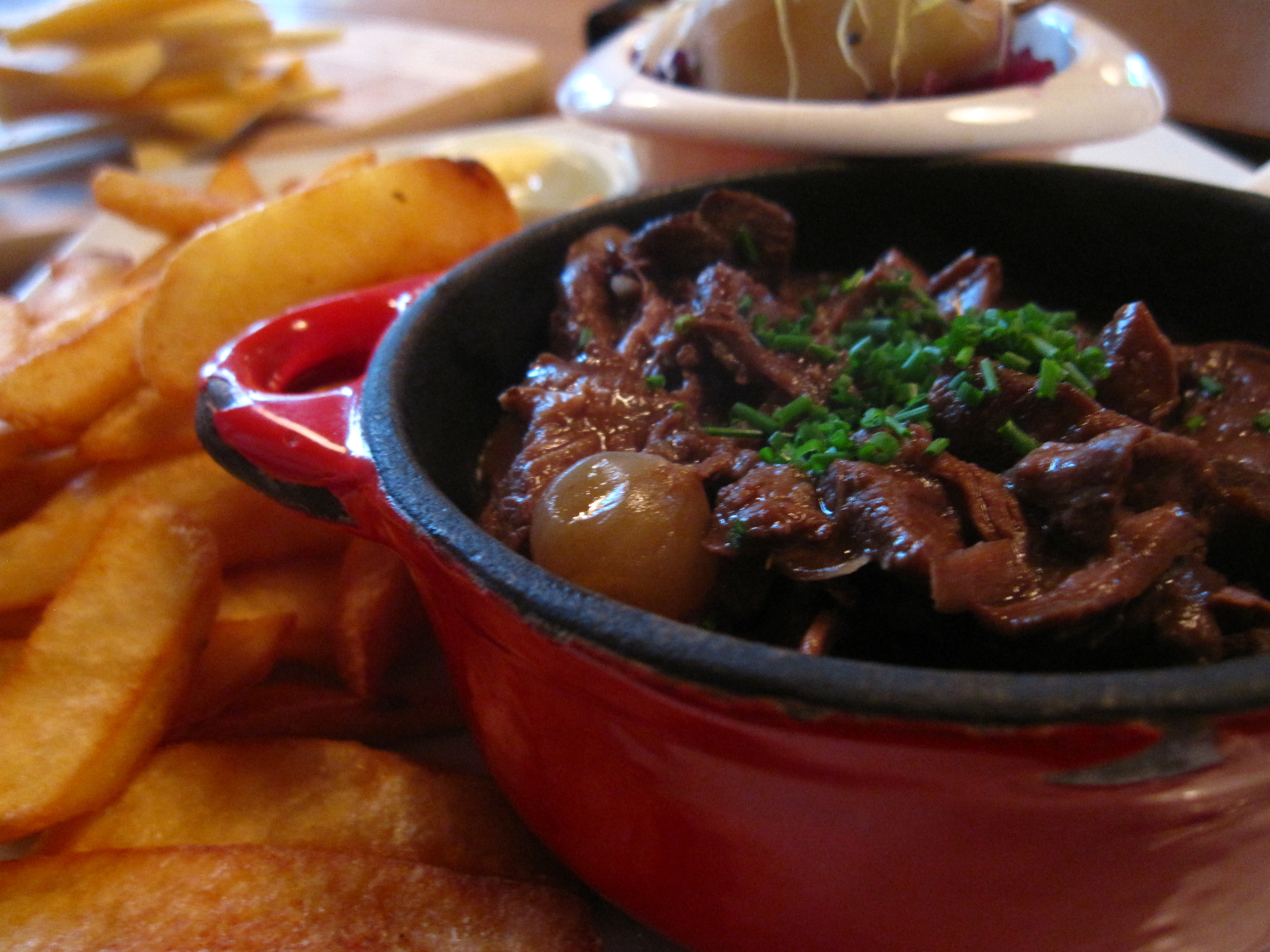
Kaninchenragout Civet de lapin aux Pays-Bas

Häufiger als Zubereitungen des ganzen Kaninchens sind Gerichte, bei denen die Tiere entsehnt, zerteilt und in Teilen zubereitet werden. Häufig werden diese angebraten und danach mit anderen Zutaten zu einem Ragout geschmort. Bei der Zubereitung des Kaninchens auf bürgerliche Art (Lapin à la bourgeoise) wird das Kaninchen in Stücke geteilt und angebraten, danach mit Mehl bestäubt und mit Weißwein und einem braunen Fond angegossen sowie in diesem geschmort. Sobald das Fleisch halb gar ist, werden vorgekochte Zwiebeln, angebratene Speckwürfel und Möhren hinzugefügt. Das Kaninchen burgunder Art (Lapin à la bourguignonne) entspricht dem Kaninchen auf bürgerliche Art, es werden allerdings Rotwein, Champignonköpfe und Zwiebelchen zugegeben und das Gericht wird mit Croûtons belegt. Beim Kaninchen mit Champignons (Lapin aux champignons) werden den in Weißwein und einer leichten Demiglace geschmorten Kaninchenteilen Champignonköpfe zugegeben. Für das Kaninchen Jäger-Art (Lapin à la chasseur) werden die Kaninchenteile ebenfalls angebraten und mit Mehl bestäubt sowie danach in Weißwein und braunem Fond geschmort, bevor Champignons und gebräunte Zwiebelchen zugefügt werden. Das Gericht wird zum Anrichten mit Estragon und Kerbel bestreut. Auch das bekannte Kaninchenragout auf französische Art (Gibelotte de lapin) wird aus Kaninchenstücken gekocht, die dann analog zum Hasenpfeffer zubereitet werden. Bei der Zubereitung von Kaninchen in Bier werden die Kaninchenteile in einer Mischung aus Bier und Zwiebeln für zwei Tage gebeizt und anschließend mit Gewürzen und Senf bestrichen in ausgelassenem Speck gebraten. Danach werden die Fleischstücke mit Zwiebeln, Marinade, Gewürzen, Speck, Thymian und Rosmarin gegart und zum Ende mit Bier gekocht, bis sich die Fleischteile vom Knochen lösen lassen. Die Sauce wird eingedickt und mit Crème fraiche abgerundet.
Eine besondere Zubereitung ist das belgische Kaninchen süß-sauer (Lapin à l'aigre-doux), bei dem die Kaninchenteile nach dem Zerteilen für 24 Stunden in einer Mischung aus Essig und Weißwein mariniert und danach in Butter angebraten sowie mit Demiglace, einem braunen Fond und einem Teil der Marinade geschmort werden. Die Kaninchenstücke werden in eine Kasserolle gelegt und mit Essigkirschen belegt, danach wird die eingekochte und mit Schokolade abgeschmeckte Sauce über die Kaninchenteile gegeben. Ebenfalls mit einer süßen Note kombiniert ist das ebenfalls in Belgien verbreitete Kaninchen mit Zwetschgen (Lapin aux pruneaux), bei der die Kaninchenteile ebenfalls in Essigmarinade gebeizt und danach in Butter angebraten werden. Danach wird das Fleisch mit Wasser und Marinade angegossen und es werden eingeweichte und entkernte Trockenpflaumen hinzugefügt. Darin wird das Fleisch gedünstet, und vor dem Anrichten wird die Sauce mit Johannisbeergelee abgeschmeckt.

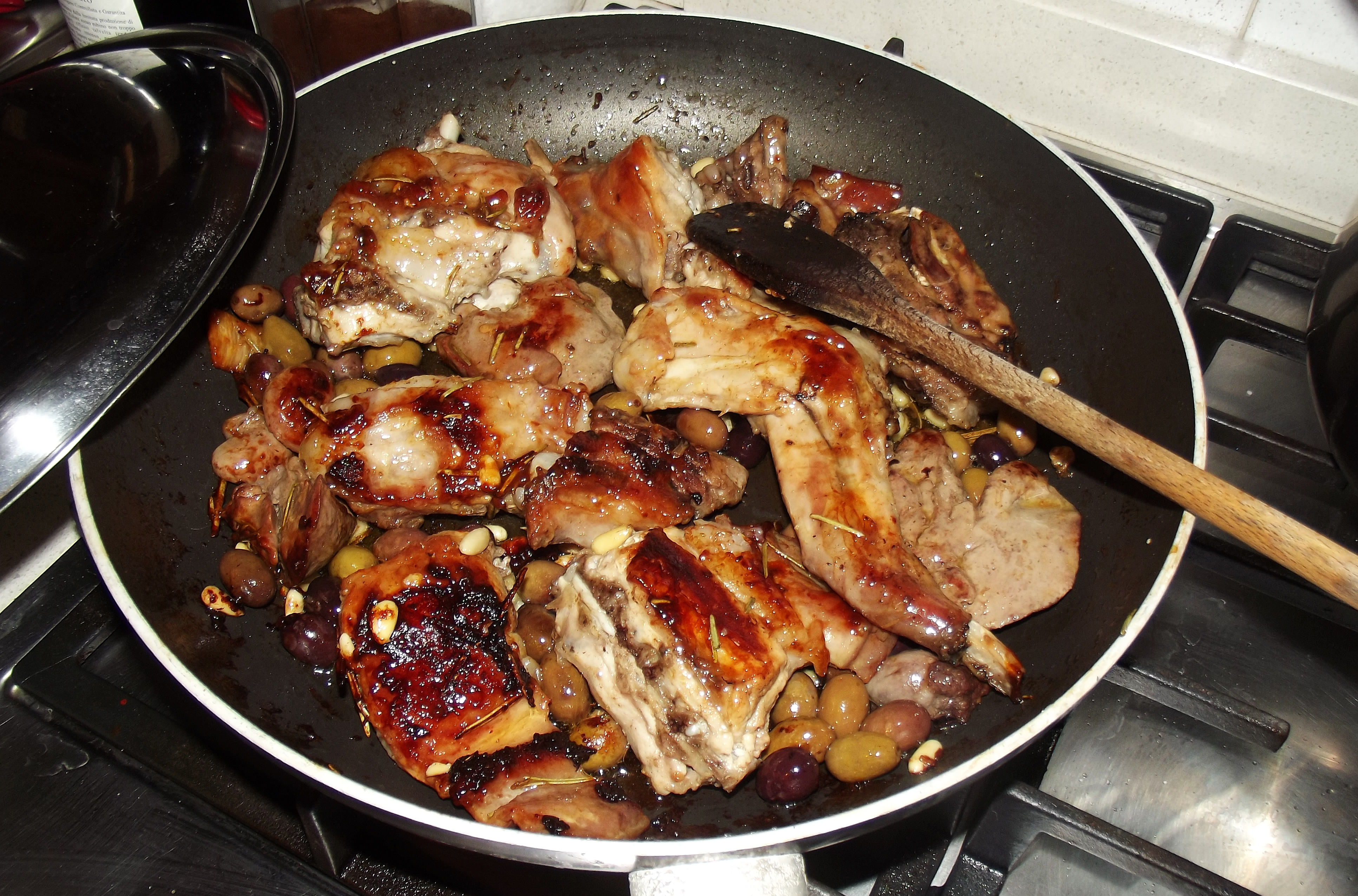
Gebratene Kaninchenteile ligurischer Art

Bei verschiedenen Gerichten werden die Kaninchen in Teilen gebraten, wobei sie vorher in der Regel mariniert oder auch paniert werden. Beim klassischen gebratenen Kaninchen (Lapin frit) werden die Kaninchen in Zitronensaft, Zwiebeln oder Schalotten, Olivenöl sowie Salz und Pfeffer mariniert und danach paniert und in Butter gebraten. Für das Kaninchen auf lombardische Art oder Coniglio fritto alla lombardo wird das Kaninchen ebenfalls in Stücke geteilt, danach jedoch mit einer Mischung aus geschlagenem Ei, gehacktem Basilikum und Petersilie, zerdrücktem Rosmarin und Salz und Pfeffer gewürzt und danach mit geriebenem Weißbrot paniert. Die Stücke werden anschließend in Olivenöl gebraten. Bei der Zubereitung des Coniglio in umido aus Ligurien werden die Kaninchenstücke in heißem Olivenöl, Butter, Knoblauch, Rosmarin, Salbei und Lorbeerblättern gebraten sowie danach mit Salz, Pfeffer, Muskatnuss und Wein gewürzt und aufgekocht. Danach werden Tomaten hinzugegeben und gemeinsam mit dem Fleisch gar geschmort. Zum Anrichten gibt man Pistazien und Petersilie über das Gericht. Aus der italienischen Region Piemont stammt das Coniglio in peperonata, bei dem die Kaninchenteile mit Salz, Pfeffer und Knoblauch eingerieben und danach in ausgelassenem Speck und Olivenöl angebraten werden, danach werden sie in Fleischbrühe mit Rosmarin geschmort. Zu dem Fleisch werden in Olivenöl, Knoblauch und Weißweinessig angebratene sowie mit Sardellen vermischte Paprikastreifen gegeben und mit dem Fleisch geschmort.
Beim Kaninchen provenzalischer Art (Lapin à la provençale) werden die Kaninchenteile in Olivenöl angebraten und danach in provenzalischer Sauce gedünstet. Beim Kaninchen ungarischer Art (Lapin à la hongroise) werden die Kaninchenteile nach dem Anbraten in Butterschmalz stark papriziert und angebraten und danach hellem Fond und Sauerrahm gedünstet. Bei der Zubereitung auf spanische Art (Lapin à l'espagnole) werden die Kaninchenstücke zusammen mit Speck und Zwiebel angebräunt und danach mit Salz und Paprikagewürz gewürzt. Danach kommen geschälte Tomaten und in Streifen geschnittene Paprika hinzu und alles wird mit ein wenig Fond angegossen und gedünstet. Bei dem deutschen Gericht Kaninchen Weinbauern-Art werden die Kaninchenteile und die Kaninchenleber mit Butter, Zwiebeln, Knoblauch, Rosmarin, Thymian und Salbei sowie gequetschen Wacholderbeeren goldbraun gebraten. Danach werden sie mit Rotwein abgelöscht und mit Tomatenmark geschmort. Die Fleischstücke werden mit der mit Crème fraiche gebundenen Sauce serviert.
Das gebackene Kaninchen (Lapin au four) wird in Stücken im Backofen zubereitet. Dafür werden die Kaninchenteile angebraten und halb gar mit Senf bestrichen und mit zerriebenem Weißbrot und Thymian bestreut sowie mit Butter beträufelt, bevor sie im Backofen fertig gebacken werden.
Weitere Zubereitungsformen des Kaninchens sind etwa Kaninchenpasteten, bei denen das Fleisch stark zerkleinert und mit weiteren Zutaten zu Pasteten oder Terrinengerichten verarbeitet werden.

## Belege
1. 1 2 3 4 5 6 7 8  „Kaninchen“ In: F. Jürgen Herrmann (Hrsg.): Herings Lexikon der Küche. Fachbuchverlag Pfanneberg, Haan-Gruiten 2012 (Lizenzausgabe Nikol, Hamburg 2016); S. 380–381. ISBN 978-3-86820-344-8.
2. ↑  Franco Benussi, Reinhardt Hess, Sabine Sälzer: Die echte italienische Küche, Gräfe & Unzer, München 1990 (Lizenzausgabe Deutscher Bücherbund 09818/6); S. 146–147.
3. 1 2  Die deutsche Küche. Von den Alpen bis zur Nordsee. Lichems Verlagsanstalt, München 1987 (Sonderausgabe Engel Verlag); S. 94–95.
4. ↑  Franco Benussi, Reinhardt Hess, Sabine Sälzer: Die echte italienische Küche, Gräfe & Unzer, München 1990 (Lizenzausgabe Deutscher Bücherbund 09818/6); S. 35.
5. ↑  Franco Benussi, Reinhardt Hess, Sabine Sälzer: Die echte italienische Küche, Gräfe & Unzer, München 1990 (Lizenzausgabe Deutscher Bücherbund 09818/6); S. 112.